# یوآنا تسیگلر
یوآنا تسیگلر (انگلیسی: Joanna Cygler؛ زادهٔ ۲۱ مهٔ ۱۹۶۷) دانشمند در زمینه مدیریت راهبردی اهل لهستان است.
وی همچنین برندهٔ جوایزی همچون برنامه فولبرایت شده‌است.